# 戎鐵文
戎鐵文（1952年10月—）中國共產黨員，男，广东惠来人，中华人民共和国政治人物。大专学历。曾在中央黨校學習。历任惠来县县长、中共惠来县委书记、揭阳市人民政府副市長、中共揭阳市委副书记、汕尾市人民政府市长、中共汕尾市委書記丶 中共汕尾市委副书记，及汕尾市人大常委会主任、中共廣東省委組織部副部長（正厅）、廣東省人大华侨民族宗教委员会主任委员等職。中共十七大代表，第十届全国人大代表。第十届广东省委委员， 广东省第十一届、十二届人大常委会委员。

## 生平
戎铁文是广东省惠来县靖海镇人。1972年7月加入中国共产党，1972年7月参加工作。官至中共廣東省人大華僑民族宗教委員會主任